# Баль Андрій Михайлович
Андрій Михайлович Баль (16 лютого 1958, Розділ, Львівська область, Українська РСР, СРСР — 9 серпня 2014, Київ, Україна) — радянський та український футболіст, український футбольний тренер. Майстер спорту міжнародного класу (1977), Заслужений майстер спорту СРСР (1986). Володар Кубка Кубків УЄФА, чотириразовий чемпіон СРСР. З 6 по 17 жовтня 2012 року тимчасово виконував обов'язки головного тренера збірної України, керуючи командою у двох матчах.

## Життєпис

### Клубна кар'єра
Вихованець львівського футболу. У 1969 році зарахований до футбольної секції ДЮСШ в Новому Роздолі. З 1971 року — у львівському спортінтернаті. 1975 року почав виступи у дублі команди «Карпати» (Львів), а вже за два роки, у 1977 — в основному складі головної команди Львівщини. Допоміг команді повернутися до вищого дивізіону чемпіонату СРСР за результатами сезону 1979.
З 1981 року — гравець київського «Динамо». У складі команди чотири рази вигравав золоті медалі першості СРСР і стільки ж разів — Кубок країни. Переможець розіграшу Кубку Кубків УЄФА 1986 року.
1991 року переїхав до Ізраїлю, де протягом одного сезону грав за «Маккабі» (Тель-Авів), а згодом за клуб «Бней-Єгуда», у складі якого 1993 року завершив ігрову кар'єру.

### Виступи за збірні
Викликався до збірних команд СРСР різних вікових категорій. Вигравав чемпіонат світу серед юнаків до 19 років у 1976, чемпіонат Європи серед юніорів до 20 років у 1977, молодіжний чемпіонат світу 1980.
У складі основної радянської збірної дебютував у 1981, відігравши протягом 8 років у її складі загалом 20 ігор, у тому числі в рамках фінальних частин чемпіонатів світу 1982 та 1986 років. У формі національної збірної відзначився одним забитим голом — у ворота збірної Бразилії на чемпіонаті світу 1982.

### Тренерська кар'єра
Після завершення ігрової кар'єри залишився в Ізраїлі, де почав працювати на посаді помічника головного тренера спочатку у клубі «Маккабі» (Хайфа), згодом у «Маккабі» (Герцлія). Як головний тренер дебютував 1999 року в ізраїльському клубі «Акоах». Протягом 2001—2003 років очолював полтавську «Ворсклу».
З 2003 року тісно співпрацював зі своїм колишнім партнером по київському «Динамо» Олегом Блохіним. Протягом 2003—2007 років входив до очолюваного останнім тренерського штабу національної збірної України, згодом у 2008 — до тренерського штабу ФК «Москва».
Упродовж сезону 2009/2010 тандем Блохін — Баль повернувся до українського футболу, аби допомогти покращити турнірне становище у чемпіонаті України одеському «Чорноморцю». Цього разу Баль став головним тренером, Блохін — спортивним директором клубу.
21 квітня 2012 року повернувся разом із Блохіним до керма національної збірної України, а 25 вересня того ж року увійшов до тренерського штабу Олега Блохіна в київському Динамо. Через хворобу Олега Блохіна, його нездатність виконувати обов'язки очільника збірної Андрія Баля тимчасово призначили виконувати обов'язки головного тренера національної команди України. Готував її до двох поєдинків відбору ЧС-2014: з Молдовою і Чорногорією. Незважаючи на задеклароване завдання здобути перемоги в обох двобоях, збірна України під керівництвом Баля виступила невдало, спочатку зігравши на виїзді внічию з молдованами, згодом поступившись на власному полі чорногорцям.
В останні роки працював у структурі «Динамо»: спершу асистентом тренера Олега Блохіна, потім тренером-селекціонером.

Могила Андрія Баля

9 серпня 2014 року раптово помер під час матчу ветеранів футболу в Києві на 57-му році життя. Похований на Байковому кладовищі Києва 12 серпня 2014 року (ділянка № 52а).

## Сім'я
Дружина — Світлана, колишня артистка балету на льоду, син — Данило.

## Досягнення

### У складі «Динамо» (Київ)
- Володар Кубку Кубків УЄФА 1986.
- Чемпіон СРСР (4): 1981, 1985, 1986 та 1990.
- Володар Кубка СРСР (4): 1982, 1985, 1987 та 1990.

### У складі «Карпат» (Львів)
- Переможець першої ліги Чемпіонату СРСР: 1979.

### У складі збірних СРСР
- Срібний призер Чемпіонату Європи з футболу 1988.
- Чемпіон Європи (U-18): 1976
- Чемпіон світу (U-20): 1977
- Чемпіон молодіжного Чемпіонату Європи (2): 1980, 1990.
- Учасник чемпіонатів світу 1982 та 1986 років.

### Державні нагороди
- Орден «За заслуги» I ст. (13 травня 2016, посмертно) — за вагомі особисті заслуги у розвитку і популяризації вітчизняного футболу, піднесення міжнародного спортивного престижу України та з нагоди 30-річчя перемоги у фінальному матчі Кубка володарів кубків УЄФА, здобутої під керівництвом головного тренера футбольного клубу «„Динамо“ Київ», Героя України Лобановського Валерія Васильовича[9]
- Нагороджений орденом «За заслуги» ІІ ступеня (2011)[10]
- Нагороджений орденом «За заслуги» ІІІ ступеня (2006, за результатами виступу збірної України на Чемпіонаті світу)[11]